# Distrito de Palatinado Sudoccidental
El distrito de Palatinado Sudoccidental es una autoridad regional del estado alemán de Renania-Palatinado. Tiene una población estimada, a fines de 2020, de 94 912 habitantes.
Está ubicado en la zona suroeste del estado, junto a la frontera con el estado de Sarre y Francia. Su sede está en la ciudad independiente de Pirmasens, que está completamente rodeada del distrito pero no forma parte de él.